# 萨尔图 (巴西)
萨尔图（葡萄牙語：Salto）是巴西圣保罗州的一个市镇。总面积134.358平方公里，总人口108552人，人口密度807.9人/平方公里。